# Nicolas Beauzée
Nicolas Beauzée, nacido en Verdún el 9 de mayo de 1717 y fallecido en París el 23 de enero de 1789, fue un gramático francés.

## Biografía

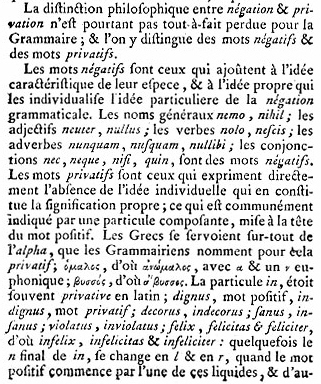
Artículo « Negación » de la Enciclopedia de Diderot, d'Alembert y Jaucourt. Nicolás Beauzée, autor del artículo, donde elabora la distinción entre «negación» y «privación».

Nicolás Beauzée fue profesor en la Escuela Militar de Francia y miembro de la Academia francesa desde 1772. Expuso de manera metódica y clara los principios de la gramática en su Gramática general, o Exposición razonada de los elementos necesarios del lenguaje (1767). Hizo una Exposición abreviada de las pruebas históricas de la religión cristiana  (1747). Publicó una traducción de las Historias de Salustio  (1769), de los Cuatro libros de la Imitación de Jesucristo (1787), de la Historia de Alejandro Magno de Quinto Curcio Rufo (1810) y completó el Diccionario de los sinónimos del abad Gabriel Girard (1769) así como el del padre Timothee de Livoy (1778). 
Después del fallecimiento de César Chesneau Dumarsais, escribió los artículos sobre gramática en la Encyclopédie. Fueron alrededor de 90 artículos. Estos artículos fueron reunidos  con los de Jean-François Marmontel en un volumen, bajo el título de Diccionario de gramática y de literatura (1789).
Según Stanislas de Boufflers, «se hizo notar, en todos sus escritos, por una gran rectitud de juicio y por una fineza rara de concepción», pero otros le  reprochaban una excesiva búsqueda de la sutileza, llevando a veces a la oscuridad. Marie-Joseph Chénier calificó la obra de Beauzée de «a menudo nueva, siempre útil, y que lo sería todavía más si no rechazara a los lectores por su estilo a la vez seco y difuso».